# Hadena atalantica
Hadena atalantica là một loài bướm đêm trong họ Noctuidae.